# Dimorphanthera seramica
Dimorphanthera seramica är en ljungväxtart som beskrevs av G.C.G. Argentina och M. Warwick. Dimorphanthera seramica ingår i släktet Dimorphanthera och familjen ljungväxter. Inga underarter finns listade i Catalogue of Life.